# Гватемала на Светском првенству у атлетици на отвореном 2015.
Гватемала је учествовала Светском првенству у атлетици на отвореном 2015. одржаном у Пекингу од 12. до 30. августа петнаести пут, односно учествовала је на свим првенствима до данас. Репрезентацију Гватемале представљало је седам (4 мушкараца и 3 жене) који су се такмичили у три дисциплине брзог ходања.,
На овом првенству Гватемала није освојила ниједну медаљу, али је постигнут један лични рекорд.

## Учесници
| Дисциплина | Спортисти                         | Спортисти                             |
| Дисциплина | Мушкарци                          | Жене                                  |
| ---------- | --------------------------------- | ------------------------------------- |
| 20 км      | Хосе Марија Рајмундо Ерик Барондо | Мирна Ортиз Мајра Ерера Марица Понсио |
| 50 км      | Луис Анхел Санчезо Jaime Quiyuch  | -                                     |

## Резултати

### Мушкарци
| Атлетичар            | Дисциплина   | Лични рекорд | Квалификације  | Квалификације  | Финале   | Финале       | Детаљи |
| Атлетичар            | Дисциплина   | Лични рекорд | Резултат       | Место          | Резултат | Место        | Детаљи |
| -------------------- | ------------ | ------------ | -------------- | -------------- | -------- | ------------ | ------ |
| Хосе Марија Рајмундо | 20 км ходање | 1:21:12      |                |                | 1:29:01  | 48 / 50 (61) |        |
| Луис Анхел Санчез    | 50 км ходање | 4:01:48      | 4:09:26        | 36 / 38 (54)   |          |              |        |
| Jaime Quiyuch        | 50 км ходање | 3:50:33      | 3:57:41 ЛРС    | 29 / 38 (54)   |          |              |        |
| Ерик Барондо         | 50 км ходање | 3:41:09 НР   | ДИСК.,чл.230.6 | ДИСК.,чл.230.6 |          |              |        |

### Жене
| Атлетичарка   | Дисциплина   | Лични рекорд | Квалификације | Квалификације | Финале   | Финале       | Детаљи |
| Атлетичарка   | Дисциплина   | Лични рекорд | Резултат      | Место         | Резултат | Место        | Детаљи |
| ------------- | ------------ | ------------ | ------------- | ------------- | -------- | ------------ | ------ |
| Мајра Ерера   | 20 км ходање | 1:30:41      |               |               | 1:39:23  | 39 / 42 (50) |        |
| Мирна Ортиз   | 20 км ходање | 1:28:31 НР   | 1:31:32       | 12. / 42 (50) |          |              |        |
| Марица Понсио | 20 км ходање | 1:33:14      | 1:35:53       | 28. / 42 (50) |          |              |        |